# Gölagölen
Gölagölen är en sjö i Gislaveds kommun i Småland och ingår i Lagans huvudavrinningsområde.